# Мужская сборная Казахстана по баскетболу
Мужская сборная Казахстана по баскетболу — национальная баскетбольная команда, представляющая Казахстан на международной баскетбольной арене. Управляется Национальной Федерацией Баскетбола Республики Казахстан.

## История
Мужская сборная Казахстана вошла в состав ФИБА Азия в 1992 году и получила возможность выступать на чемпионате Азии по баскетболу. Лучшее достижение на турнире — 4-е место (2007).

## Статистика выступлений

### Олимпийские игры
Сборная Казахстана ни разу не проходила квалификационные турниры для участия в Олимпийских играх.

### Чемпионат мира
Сборная Казахстан ни разу не квалифицировалась на чемпионат мира.

### Чемпионаты Азии
- 1993 — не принимала участие
- 1995 — 5-е место
- 1997 — 13-е место
- 1999 — квалификация отменена ФИБА
- 2001 — не отобралась
- 2003 — 7-е место
- 2005 — 10-е место
- 2007 — 4-е место
- 2009 — 9-е место
- 2011 — не отобралась
- 2013 — 8-е место
- 2015 — 11-е место
- 2017 — 16-е место
- 2022 — 15-е место

### Летние Азиатские игры
- 1994 — 5 место
- 1998 — 4 место
- 2002 —  3 место
- 2006 — 7 место
- 2010 — не отобралась
- 2014 — 4 место
- 2018 — 13 место

## Состав
| Перейти к шаблону «Состав сборной Казахстана по баскетболу» | Состав сборной Казахстана по баскетболу |  |

| Поз. | №  | Имя                | Дата рождения (возраст)  | Рост   | Клуб   |
| ---- | -- | ------------------ | ------------------------ | ------ | ------ |
| ТФ   | 5  | Энтони Клеммонс    | 15 августа 1994 (30 лет) | 188 см | Игокеа |
| З    | 6  | Шаим Куанов        | 28 июля 1991 (33 года)   | 181 см | Тобол  |
| ЛФ   | 7  | Николай Бажин      | 9 декабря 1990 (34 года) | 198 см | Астана |
| АЗ   | 8  | Владимир Иванов    | 30 ноября 1994 (30 лет)  | 208 см | Барсы  |
| ТФ   | 9  | Вадим Щербак       | 24 мая 1993 (32 года)    | 194 см | Астана |
| З    | 10 | Рустам Мурзагалиев | 24 мая 1992 (33 года)    | 190 см | Астана |
| ТФ   | 11 | Антон Пономарёв    | 31 октября 1988 (36 лет) | 208 см | Астана |
| ТФ   | 17 | Александр Жигулин  | 23 апреля 1994 (31 год)  | 205 см | Самара |
| ТФ   | 11 | Антон Быков        | 18 апреля 1989 (36 лет)  | 200 см | Тобол  |
| ЛФ   | 5  | Роман Марчук       | 4 марта 1993 (32 года)   | 196 см | Каспий |
| АЗ   | 22 | Аскар Майдекин     | 28 мая 1997 (28 лет)     | 203 см | Барсы  |
| АЗ   | 24 | Дмитрий Гаврилов   | 27 ноября 1986 (38 лет)  | 204 см | Астана |
| ЛФ   | 25 | Максим Марчук      | 17 января 1994 (31 год)  | 195 см | Астана |
| Ц    | 45 | Андрей Литвиненко  | 28 января 1997 (28 лет)  | 191 см | Барсы  |
| Ц    | 47 | Руслан Айткали     | 19 декабря 1997 (27 лет) | 193 см | Астана |